# Caltrano
Caltrano (Caltràn in veneto) è un comune italiano di 2 545 abitanti della provincia di Vicenza in Veneto. È situato sulla riva sinistra del torrente Astico. Il territorio comunale comprende una vasta area montuosa, orograficamente parte dell'altopiano di Asiago.

## Geografia fisica
Il territorio comunale, che confina ad Ovest con quello di Cogollo e ad Est con quello di Calvene, ha la forma di un rettangolo irregolare che, delimitato a sud dal torrente Astico, risale le pendici dell'Altopiano di Asiago e, superatone il bordo, copre una vasta zona montana, pari a circa metà della sua superficie.

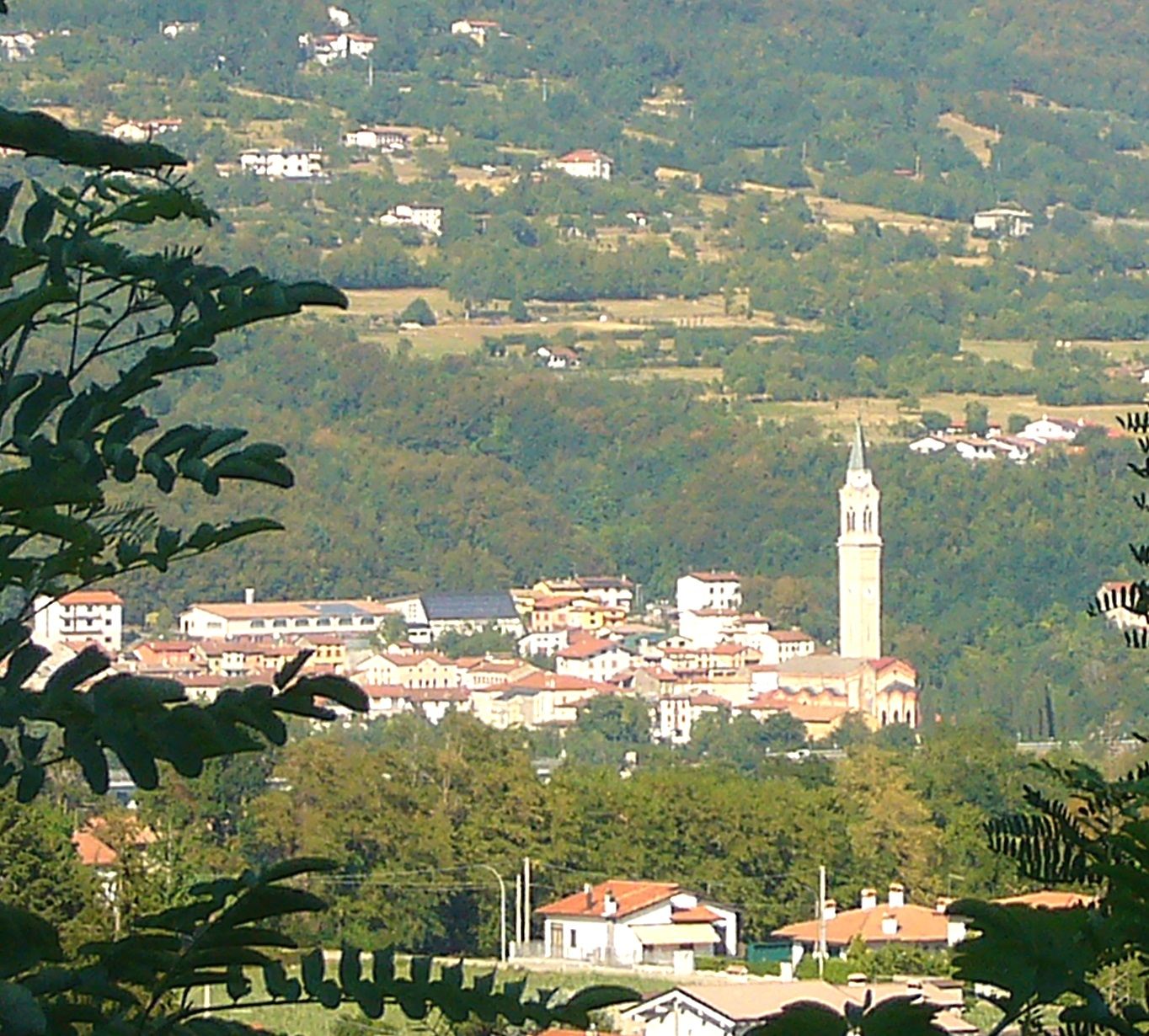
Caltrano vista da Piovene

La parte più bassa, di natura alluvionale e morenica, sul lato sinistro del torrente, è abbastanza pianeggiante e in buona parte coltivata come le altre zone di pianura. Qui sorge il paese, ai piedi dei monti Paù, Foraoro, Cucco e Sunio e alquanto elevato rispetto alla profonda gola scavata dall'Astico. Nell'inferiore zona alluvionale abbondano le sorgenti d'acqua, per cui il Comune non ha mai avuto problemi di rifornimento idrico. Qui, durante la prima guerra mondiale, si attingeva l'acqua per il fronte; lo testimoniano le vasche delle due stazioni di pompaggio Rovolo e Foraoro, ancora esistenti.
Più si sale in zona collinare e sempre più la terra, che in passato era stata coltivata, ora è trasformata in prato o pascolo o abbandonata al bosco. La parte montana, che supera i 1300 m s.l.m., è ricca di boschi di conifere, di faggi e di pascoli, che la rendono simile al resto dell'Altopiano.

## Storia

### Origini del nome
Secondo lo storico vicentino Giovanni Mantese il toponimo Caltrano deriva da fundus Cartorianus, a sua volta derivante dal termine latino cardus, adoperato dai lanieri per pettinare la lana (v. cardare, cardatura).
Una seconda ipotesi considera la parola "Cartrano" collegata all'industria cartaria che si avvaleva dell'acqua del torrente. Un'altra ipotesi ancora fa risalire il nome all’epoca romana, ritenendo che a quel tempo fosse Vicus Caletranus, da una gens Caletrana. Una leggenda locale, infine, parla di una principessa di nome Caltrana, la quale in un'epoca non definita, avrebbe donato un quantitativo di monete d'argento poi fuse nella campana più piccola tra quelle tutt'oggi presenti nel campanile della piazza principale.

### Epoca antica
Nel 1894 in località Castellare (dove ora sorge la casa canonica) vennero alla luce resti di abitazioni simili a quelle del Bostel di Rotzo che - come quest'altro villaggio - sembrano essere state distrutte durante un'azione bellica nel corso del II secolo a. C.; in alcune tombe fu trovato un migliaio di vittoriati, monete romane coniate nel III secolo a.C. Furono probabilmente nascoste da genti euganee che abitavano il luogo e che, a differenza di quelle venete della pianura, si dimostravano ostili all'occupazione di Roma e scendevano a rapinare le popolazioni sottostanti. Insieme alle monete furono trovate una macina con sopra incisa una lettera dell'alfabeto veneto e due tombe; altre monete di Marsiglia furono ritrovate accanto ad uno scheletro.
Nel 1901 furono scoperti nella caverna Speluga della Sieresara frammenti di oggetti in metallo e in osso nonché, in altri scavi, un idoletto in bronzo.
In epoca romana a Caltrano arrivava una strada che, proveniente da Vicenza, attraversava l'Astico a Montecchio Precalcino e proseguiva per Sarcedo, Carrè e Chiuppano.

### Medioevo
Tra il 917 e il 921 tutto il territorio compreso tra la riva sinistra dell'Astico e quella destra del Brenta - incluso l'Altopiano di Asiago - e quindi anche Caltrano fu donato dall'imperatore Berengario al vescovo Sibicone di Padova, con l'obbligo di costruire castelli e opere di difesa contro le incursione degli Ungari.
Durante l'Alto Medioevo la pieve di Santa Maria di Caltrano ebbe un ruolo di supremazia ecclesiastica in gran parte dell'Alto Vicentino. Nelle Rationes Decimarum del 1297 risulta chiesa matrice di quelle di San Simeone presso Villa Verlaria, di San Pietro, dei Santi Cristoforo e Genesio di Cogollo, di Santa Engueldruda (Geltrude) di Rotzo, di San Giacomo di Lusiana. Questo fa pensare che il cristianesimo sia stato diffuso da chi percorreva l'antico sentiero che risaliva l'Altipiano. In un documento del 1410 aveva il titolo di archipresbiteralis e probabilmente era collegiata. L'ampia giurisdizione della pieve risulta poi ancora dal verbale redatto in occasione della visita pastorale fatta dal vescovo di Padova nel 1587.
Nonostante la sua posizione strategica, l'importanza del paese dev'essere stata viceversa modesta quanto alle sue fortificazioni; probabilmente disponeva solo di un piccolo fortilizio risalente all'epoca romana e forse riattato intorno al Mille.
Su questo castello le fonti storiche osservano un silenzio pressoché totale; tra i pochi a parlarne è il Maccà che, visitando il luogo nei primi anni dell'Ottocento scriveva: "l'antico castello di Caltrano dal volgo chiamato Rocca, era situato nell'alto del monte sopra un gruppo isolato, ma ora è distrutto e appena ancora vedesi qualche vestigio delle sue mura …". La descrizione del Maccà conferisce credito alla tradizione che vorrebbe insediato sul posto un distaccamento militare romano sin dal primo secolo a. C.; manca però una documentazione storica, e della fortificazione non si conosce neppure l'epoca della distruzione; si può solo supporre che sia avvenuta ad opera dei padovani nella prima metà del XIV secolo.
Nel Duecento Caltrano cadde dapprima sotto il dominio degli Ezzelini, poi come Vicenza fu soggetto a Padova e infine, dopo il 1311, alla signoria scaligera  veronese.
A metà del Trecento fu sottoposto, sotto l'aspetto amministrativo, al Vicariato civile di Schio rimanendo tale sino alla caduta della Serenissima nel 1797, quindi non fruì dei privilegi dei Sette Comuni dell'Altipiano, che dipendevano direttamente da Venezia. Caltrano e Chiuppano furono uniti per secoli da interessi e vincoli comuni: è del 26 aprile 1399 la sentenza per cui le popolazioni dei due paesi potevano usufruire dei beni comuni sulle montagne Paù, Zovo del Beco, Beccaria, Ancuanum.

### Epoca moderna e contemporanea
Il periodo che seguì la dedizione del territorio vicentino alla Repubblica di Venezia nel 1404 diede impulso ad uno sviluppo economico, anche se restò netta la distinzione tra la classe sociale dei poverissimi contadini e quella degli aristocratici che fecero costruire le loro ville e case padronali nelle località più amene. Si ricordano anche le frequenti epidemie di peste; nel 1575, durante una di queste, Caltrano ebbe 150 vittime.
Nel 1797 le truppe francesi di Napoleone, quando invasero la Repubblica di Venezia, depredarono e incendiarono molte delle case del paese, allora costruite con tetti di paglia. Nel 1855, durante il periodo di soggezione al Regno Lombardo-Veneto, si ebbe una micidiale epidemia di colera che fece molte vittime. Pochi mesi prima una parte del territorio comunale, diviso in 374 lotti, era stato ceduto alla popolazione. Verso la fine del secolo iniziarono anche qui le prime forme di industrializzazione, con le aziende Rossi e Dal Brun.
Durante la prima guerra mondiale Caltrano si trovò a ridosso della prima linea, svolgendo un ruolo di primo piano per i collegamenti con il fronte, l'approvvigionamento idrico, la viabilità; lo storico ponte vide passare gran parte dei soldati che si recavano sull'Altipiano. Caltrano, dove stanziarono diverse truppe dell'esercito italiano, fu soggetta due volte a evacuazione.
Nel secondo dopoguerra vi fu una forte emigrazione, soprattutto verso l'Australia, il Canada e gli Stati Uniti d'America, conclusasi negli anni sessanta; nonostante la nostalgia della propria terra d'origine, però, solo una parte degli emigrati è ritornata in paese.

## Monumenti e luoghi d'interesse

### Architetture religiose
Chiesa parrocchiale di Santa Maria Assunta, a Caltrano

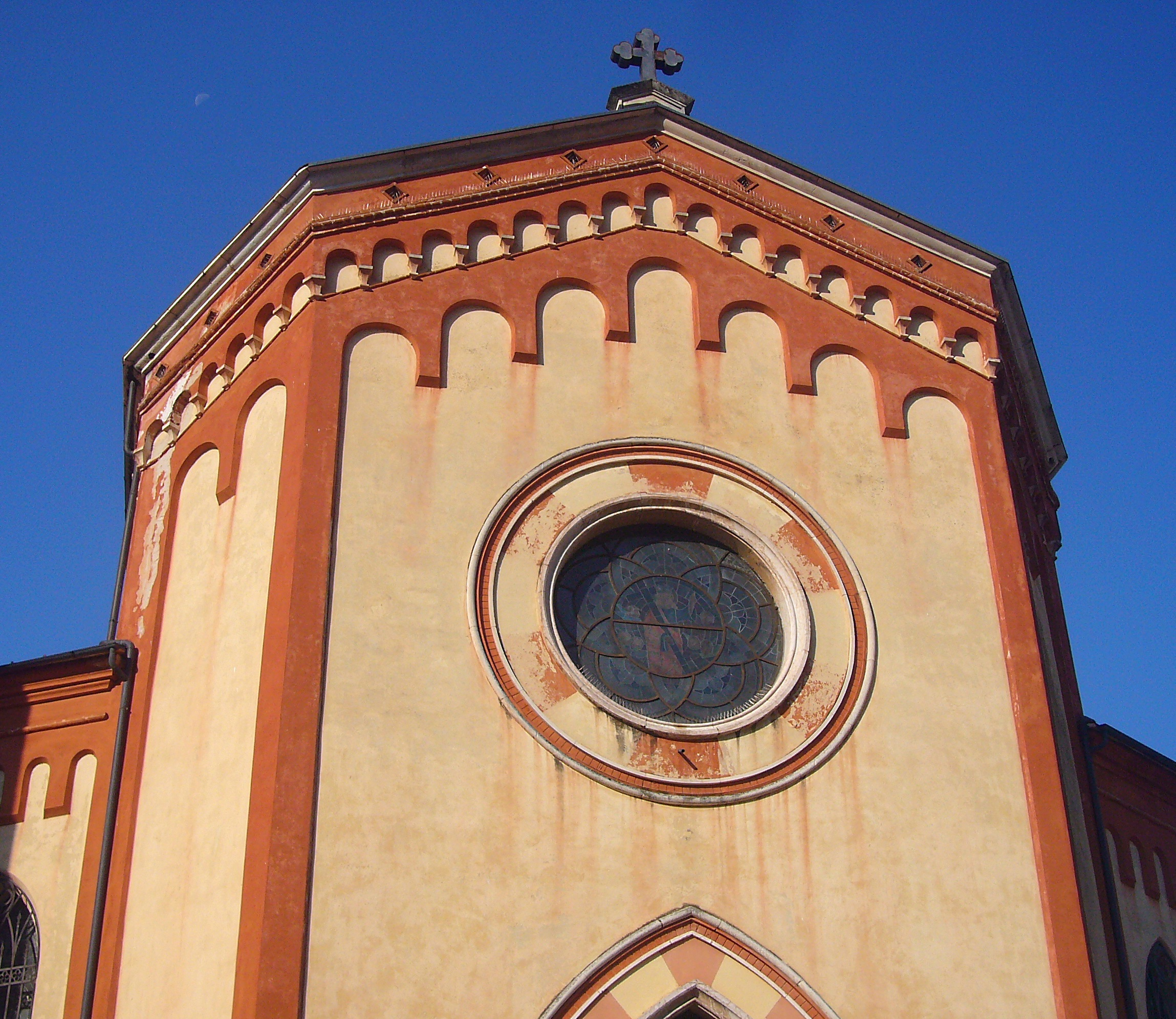
La chiesa di Santa Maria Assunta

Sulle fondamenta dell'antica chiesa pievana nella seconda metà del Quattrocento, in accordo con la comunità rurale, vennero costruiti il campanile e la chiesa arcipretale con struttura a tre navate, consacrata nel 1488. L’edificio venne totalmente riedificato in stile neogotico a unica navata tra il 1866 e il 1868, mentre tra il 1892 e il 1907 fu aggiunto un nuovo e snello campanile alto 77 metri. Nel 1926 fu eretto l’altare maggiore e la chiesa fu consacrata all’Assunta.
All'interno sono conservate due tele attribuite ad Alessandro Maganza: l'Incoronazione della Madonna e l'Ascensione di Gesù Cristo e santi, ascrivibili entrambe ai primi del Seicento. Di fine Seicento è una scultura in pietra dipinta con San Giovanni Nepomuceno, sacerdote boemo del Trecento annegato nella Moldava per volere del re Venceslao IV. L’altare della Madonna di Loreto è ornato da una scultura in legno dipinto e dorato raffigurante la Vergine col Bambino sul tetto di una casa, alludente alla leggenda per cui la casa di Maria sarebbe stata trasportata in Italia dagli angeli.
Chiesa della Madonna della Salute, a Camisino
Fu consacrata nel 1891 e restaurata nel 1939; il campanile fu aggiunto nel 1946.
Chiesa di Santa Rita, a Tezze
Fu costruita nel 1938 e completata nel 1958.
Chiesa di San Donato, in località Sandonà
Antico oratorio ricordato in un documento del 1488 (all'interno conserva alcuni antichi affreschi) ma più volte rimaneggiato; la forma attuale è del 1938.
Chiesa di San Giorgio, sulla strada del Costo
Eretta nel XIII secolo sul luogo di un cimitero romano, è una delle più antiche chiese dell'Alto Vicentino, che alla fine del primo millennio rivestiva il ruolo di antica chiesa matrice su un vasto territorio compreso l'altopiano. Fu restaurata nella forma antica nel 1947; si presenta dotata di un pronao.
Chiesa di San Giovanni Gualberto, a Pozza del Fàvero (presso monte Carriola)
Fatta costruire dal Comune, in onore del patrono dei forestali.
Il Maccà ricorda l'esistenza, nell'Ottocento, di altre due chiese: San Biagio e San Pietro.

## Società

### Evoluzione demografica
Abitanti censiti

## Cultura

### Istruzione
A Caltrano vi sono una scuola dell'infanzia (privata paritaria) e una scuola primaria statale. La scuola secondaria di primo grado è condivisa con il Comune di Cogollo; si trova a circa metà strada tra i due centri abitati, ma nel territorio di quest'ultimo.
Nel capoluogo vi è la Biblioteca civica, che fa parte della rete di biblioteche vicentine "Biblioinrete", insieme con la maggior parte delle biblioteche appartenenti alla Rete Bibliotecaria Vicentina.

## Geografia antropica
Numerose sono le case sparse e le contrade disposte lungo i fianchi della montagna, in ridente posizione e dominanti la valle e la pianura.
Le principali frazioni sono: Camisino a 0,8 km dal centro; Sandonato (Sandonà) a 1,5 km dal centro, Tezze a 2,5 km dal centro, e parte di Mosson ad 1,5 km dal centro. Oltre ad esse vi sono le contrade staccate di: Càmpora, Grumi, Maglio, Valle, Castellàn.

## Economia
La vocazione agricola del paese è durata per secoli, fino alla prima metà del Novecento: nel 1929 le aziende agricole erano ancora 275, mentre alla fine del secolo erano solo una decina, oltre ad alcuni allevamenti di pollame e di bovini.
La maggior parte delle famiglie ancora proprietarie di appezzamenti di terreno vivono di redditi provenienti da attività artigianali e industriali, sviluppatesi nel corso dell'Ottocento nella parte più bassa a sud-ovest del paese - dove è stata creata negli ultimi decenni del Novecento una zona artigianale - o nelle località vicine.
Nel corso del '900 centinaia di paesani prestarono la loro opera di lavoratori dipendenti nei vicini stabilimenti Rossi (che diverranno Gruppo Industriale Lanerossi) di Piovene Rocchette, Chiuppano e Schio. Questa scelta, inizialmente obbligata per chi non possedeva terreni agricoli, si tramuterà nel corso del secolo in un fattore di benessere tanto da fare abbandonare l'agricoltura.
Le aziende artigiane operano nei settori della falegnameria e degli infissi, dell'edilizia e dell'abbigliamento.
Dal 1868 a Caltrano ha sede legale l'azienda industriale Zuccato, che produce crauti, sottolii e sottaceti. Nata da una piccola bottega, banco di alimentari di paese, nei primi del Novecento, Federico Zuccato ebbe l’intuizione di introdurre la produzione e la vendita dei crauti; nel corso di tutto il secolo l'azienda è stata capace di innovare e di rinnovarsi, assicurando il totale controllo della filiera e, quindi, il totale controllo della qualità.

### Prodotti eno-gastronomici
Prodotti locali sono:
- i crauti, esportati in tutto il mondo, a suo tempo in mastelli di legno di 10–20 kg. ora in barattoli
- il formaggio Asiago
- il vino DOC Breganze; a Caltrano inizia la strada del vino Breganze

## Infrastrutture e trasporti
Un tempo numerose mulattiere, oggi in gran parte abbandonate, salivano dal fondovalle per raggiungere le zone più alte di montagna. Servivano per il passaggio del bestiame nel periodo della transumanza e per il trasporto a valle, mediante slitte spesso trainate da muli, di legna, carbone, latticini e formaggi; a basto invece si trasportavano cereali per la gente dell'Altipiano.
Il centro abitato di Caltrano sorse anticamente allo sbocco della Val Crearo sul torrente Astico, in posizione di controllo della strada, detta "della regina", ancor oggi percorribile. Per passare il torrente è probabile che fin dall'epoca romana esistesse un ponte, dapprima di legno e poi sostituito da uno di pietra, che nel corso dei secoli subì diversi crolli in seguito alle piene e interventi di ricostruzione.
Attualmente il territorio comunale e lo stesso paese sono attraversati dalla strada provinciale 349 di Val d'Assa e Pedemontana Costo (SP 349) che, dopo aver superato l'Astico con il "Ponte dei Granatieri", costruito nel 1958, risale il brullo fianco del Monte Paù con 10 tornanti per portarsi sull'Altipiano a Treschè Conca.

## Amministrazione
| Periodo        | Periodo        | Primo cittadino    | Partito                             | Carica              | Note |
| -------------- | -------------- | ------------------ | ----------------------------------- | ------------------- | ---- |
| maggio 1945    | luglio 1945    | Gaspare Fimbianti  | Brigata partigiana "Mazzini"        | Sindaco pro tempore |      |
| luglio 1945    | maggio 1951    | Umberto Sola       |                                     | Sindaco             |      |
| maggio 1951    | novembre 1960  | Angelo Sartori     | Stella alpina                       | Sindaco             |      |
| novembre 1960  | novembre 1964  | Giuseppe Dal Santo |                                     | Sindaco             |      |
| novembre 1964  | giugno 1970    | Nazzareno Zuccato  | Democrazia Cristiana                | Sindaco             |      |
| giugno 1970    | giugno 1975    | Angelo Sartori     |                                     | Sindaco             |      |
| giugno 1975    | giugno 1980    | Gianfranco Sola    |                                     | Sindaco             |      |
| giugno 1980    | giugno 1990    | Egisto Fimbianti   |                                     | Sindaco             |      |
| aprile 1995    | giugno 1999    | Ettore Dal Santo   |                                     | Sindaco             |      |
| 8 giugno 2009  | 27 maggio 2019 | Marco Sandonà      | Lista civica Per Caltrano           | Sindaco             |      |
| 27 maggio 2019 | 9 giugno 2024  | Luca Sandonà       | Lista civica Caltrano ai caltranesi | Sindaco             |      |
| 9 giugno 2024  | in carica      | Alberto Dal Santo  | Lista civica Progetti in comune     | Sindaco             |      |

### Gemellaggi
Nel 2012 il comune di Caltrano ha aderito alla lista dei comuni gemellati con la fondazione "Città della Speranza".